# Emídio Navarro
Emídio Júlio Navarro (Sé, Viseu, 19 de Abril de 1844 — Luso, Mealhada, 16 de Agosto de 1905) foi um político português. Fez parte do Partido Progressista.
Emídio Navarro nasceu na Rua do Arco, em Viseu. Era filho do proprietário André Navarro, natural de Alicante, Espanha, e de Carlota Joaquina do Carmo Machado, natural de Guimarães. Mudou-se com a família, ainda muito jovem, para Lamego e daí para Bragança. Mais tarde mudou-se para Coimbra, onde pretendia concluir o curso de Teologia, conforme o desejo do avô.
Aos 18 anos, o amor por uma jovem fê-lo cortar relações com a família, deixando para trás o curso de Teologia. Era casado com Ernestina Cândida Lopes Guimarães. Emídio matriculou-se então em Direito, chegando a fazer sebentas para vender aos colegas, como forma de subsistência, na ausência do apoio financeiro da família.
Foi ministro das Obras Públicas durante três anos. Foi responsável por várias reformas na área da Agricultura, como o primeiro Recenseamento Agrícola e Pecuário do país. Na área do ensino, a sua intervenção deu lugar à criação de cinco Escolas Agrícolas, incluindo a de Viseu, cinco Escolas Industriais e nove Escolas Elementares de Desenho Industrial.
Enquanto jornalista fundou diversos jornais, como A Academia, Transmontano, Correio da Noite e Novidades  e colaborou na revista  Brasil-Portugal  (1899-1914) .
Em 1888, por influência de Emídio Navarro e pelo traço do arquitecto italiano Luigi Manini, nasce o Palace Hotel do Buçaco.

Morreu a 16 de agosto de 1905, aos 61 anos na freguesia do Luso, concelho da Mealhada, onde foi sepultado.